# James Russell
Pour les articles homonymes, voir Russell.
James Clayton Russell (né le 8 janvier 1986 à Cincinnati, Ohio, États-Unis) est un lanceur de relève gaucher qui joue dans la Ligue majeure de baseball de 2010 à 2016.

## Carrière

### Cubs de Chicago
Après des études secondaires à l'Heritage High School de Colleyville (Kansas), James Russell suit des études supérieures à l'Université du Texas à Austin où il porte les couleurs des Longhorns.
Il est repêché le 7 juin 2007 par les Cubs de Chicago au 14e tour de sélection. 
Il passe trois saisons en Ligues mineures avant d'effectuer ses débuts en Ligue majeure le 5 avril 2010 en lançant deux manches en relève dans le match opposant les Cubs aux Braves d'Atlanta. Il effectue 57 sorties à sa saison recrue et présente une moyenne de points mérités de 4,96 en 49 manches lancées, avec une victoire et une défaite.
En 2011, les Cubs l'essaient comme lanceur partant en quelques occasions et il obtient 5 départs en avril et mai. Résultat : il encaisse la défaite à chaque fois. Il retourne donc à l'enclos de relève et termine l'année avec une fiche de 1-6 et une moyenne de points mérités de 4,12 en 64 matchs joués et 67,2 manches au monticule.

### Braves d'Atlanta
Le 31 janvier 2014, les Cubs de Chicago échangent Russell et le joueur d'utilité Emilio Bonifacio aux Braves d'Atlanta contre le receveur des ligues mineures Víctor Caratini. Excellent avec une moyenne de points mérités de 2,22 en 22 matchs et 24 manches et un tiers pour Atlanta en fin d'année, il termine la saison 2014 avec une moyenne de 2,97 en 66 matchs et 57 manche et deux tiers de travail au total pour les Cubs et les Braves.

### Retour à Chicago
Russell retourne en 2015 chez les Cubs de Chicago. En 49 matchs, sa moyenne de points mérités est très élevée : 5,29 en 34 manches lancées au total. Sa fin de saison est particulièrement difficile et il ne lance plus pour les Cubs après le 31 août.

### Phillies de Philadelphie
Le 12 novembre 2015, il signe un contrat des ligues mineures avec les Phillies de Philadelphie. Il ne joue que 7 matchs avec eux au début de la saison 2016.

## Statistiques
| Saison | Équipe       | G  | GS | CG | SHO | V | D | SV | IP   | SO | ERA  |
| ------ | ------------ | -- | -- | -- | --- | - | - | -- | ---- | -- | ---- |
| 2010   | Chicago Cubs | 57 | 0  | 0  | 0   | 1 | 1 | 0  | 49.0 | 42 | 4,96 |
| Totaux | Totaux       | 57 | 0  | 0  | 0   | 1 | 1 | 0  | 49.0 | 42 | 4,96 |

Note : G = Matches joués ; GS = Matches comme lanceur partant ; CG = Matches complets ; SHO = Blanchissages ; 
V = Victoires ; D = Défaites ; SV = Sauvetages ; IP = Manches lancées ; SO = Retraits sur des prises ; ERA = Moyenne de points mérités.